# تاريخ الهندسة الوراثية

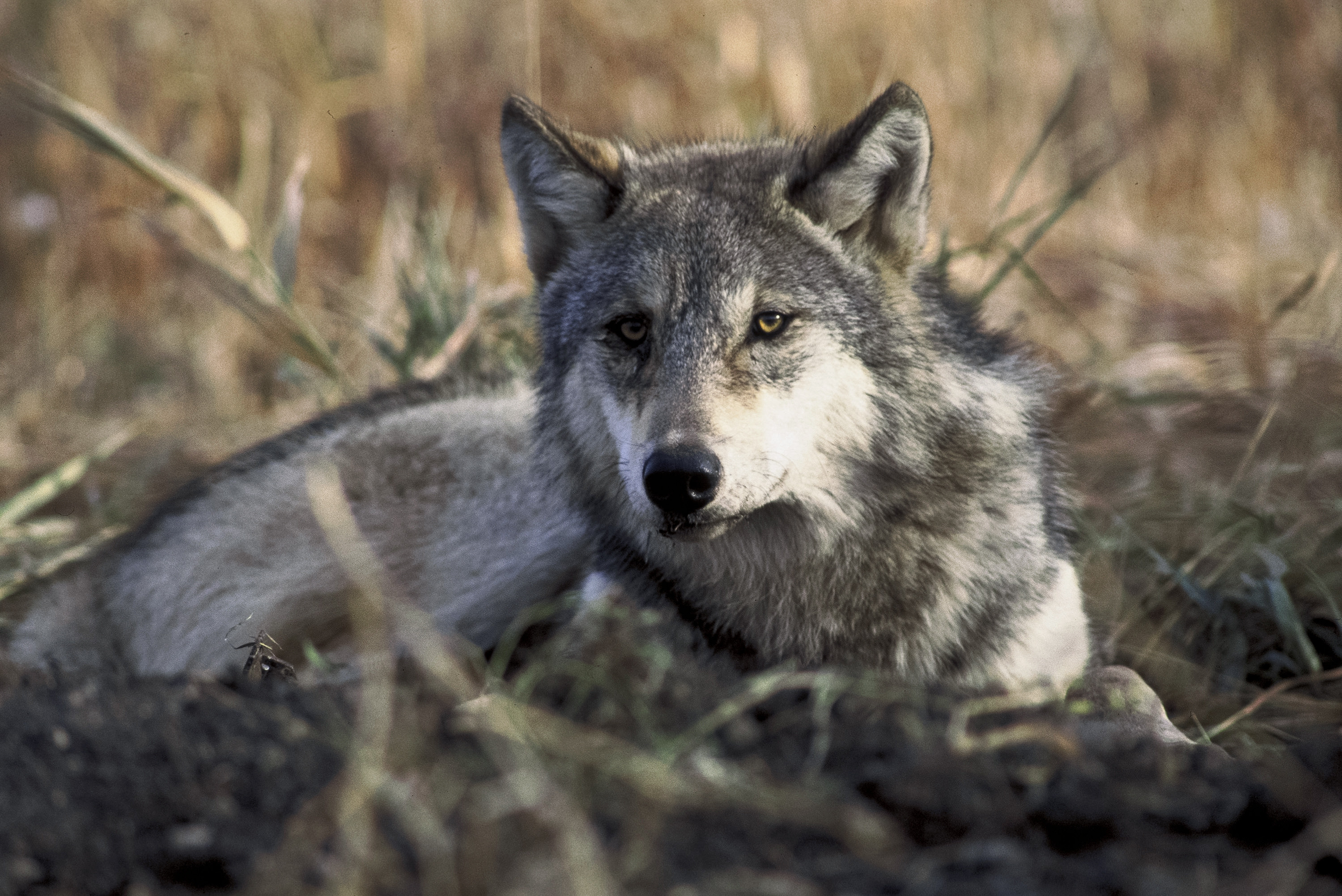

الهندسة الوراثية: هي علم التلاعب بالمواد الوراثية للكائن الحي. كان أول تعديل وراثي اصطناعي باستخدام التكنولوجيا الحيوية هو نقل الجينات، وعملية نقل الجينات من كائن حي إلى آخر، أنجزها لأول مرة هربرت بوير وستانلي كوهين في عام 1972. وكانت نتيجة لسلسلة من التطورات في التقنيات التي سمحت بالتعديل مباشرةً  من الجينوم. تضمنت التطورات المهمة اكتشاف إنزيمات الاقتطاع وليغاز الدي إن إيه، والقدرة على تصميم البلازميدات والتقنيات مثل تفاعل البوليميراز المتسلسل وتسلسلها. حُول الحمض النووي إلى كائن حي مضيف مع اختراع المدفع الجيني، وإعادة تركيب الأجرعية والحقن المكروي. أول حيوان معدَّل وراثيًا كان فأرًا أنشأه رودولف يانس في عام 1974. في عام 1976 سُوّقت هذه التقنية، مع ظهور البكتيريا المعدلة وراثيًا التي أنتجت السوماتوستاتين، يليها الإنسولين في عام 1978. في عام 1983 أُدخلت الجينات المقاومة للمضادات الحيوية في التبغ، ما أدى إلى أول نبات معدّل وراثيًا. سمحت التطورات التي أعقبت ذلك، للعلماء بمعالجة الجينات وإضافتها إلى مجموعة متنوعة من الكائنات الحية المختلفة وتحفيز مجموعة من التأثيرات المختلفة. سُوّقت النباتات لأول مرة باستخدام التبغ المقاوم للفيروسات الذي أُصدر في الصين في عام 1992. وسُوّق أول نوع من الأغذية المعدلة وراثيًا، وهي طماطم «فلافر سافر» في عام 1994. وبحلول عام 2010، زرعت 29 دولة محاصيل تجارية للتكنولوجيا الحيوية. وفي عام 2000، قدمت ورقة منشورة في مجلة «ساينس» الأرز الذهبي، وهو أول غذاء طُور بزيادة قيمة المغذيات فيه.

## الزراعة
الهندسة الوراثية: هي المعالجة المباشرة لجينوم الكائن الحي باستخدام بعض تقنيات التكنولوجيا الحيوية التي لم تكن موجودة إلا منذ سبعينيات القرن الماضي. كان يحدث التلاعب الجيني الموجه من قبل البشر في وقتٍ مبكر، بدءًا من تدجين النباتات والحيوانات من خلال الاصطفاء الاصطناعي. يُعتقد أن الكلب هو أول حيوان يُدجَّن، وربما ينشأ عن سلف مشترك من الذئب الرمادي، مع وجود أدلة أثرية يرجع تاريخها إلى نحو 12000 قبل الميلاد. وتشمل الحيوانات آكلة اللحوم الأخرى المُدجَّنة في عصور ما قبل التاريخ القط، الذي تعايش مع الإنسان قبل 9500 سنة. تشير الدلائل الأثرية إلى أن الأغنام والماشية والخنازير والماعز دُجنت بين 9000 و 8000 قبل الميلاد في الهلال الخصيب.
الدليل الأول على تدجين النبات يأتي من قمح إيمر (ثنائي الحبة) والقمح البرّي (وحيد الحبة) الموجود في قرى العصر الحجري الحديث ما قبل الفخار في جنوب غرب آسيا والتي يرجع تاريخها إلى نحو 10500 إلى 10100 قبل الميلاد. وكان الهلال الخصيب في غرب آسيا ومصر والهند من أوائل المواقع المخطط لها لزراعة النباتات وجمعها والتي جُمعت في وقت سابق في البرية. حدثت التنمية المستقلة للزراعة في شمال الصين وجنوبها، ومنطقة الساحل الأفريقية، وغينيا الجديدة، والعديد من مناطق الأمريكتين. ظهرت المحاصيل الثمانية المؤسسة للحضارة (قمح ايمر، والقمح البرّي، والشعير، والبازلاء، والعدس، والبيقية المرة، والحمص الشائع، والكتان) نحو 7000 قبل الميلاد. ظهرت البستنة لأول مرة في المشرق خلال فترة العصر النحاسي من 6.800 حتى 6.300 قبل الميلاد. بسبب الأنسجة الرخوة، فإن الأدلة الأثرية للخضروات السابقة نادرة. عُثر على أقدم بقايا الخضار في الكهوف المصرية التي يعود تاريخها إلى الألفية الثانية قبل الميلاد.
كان الاصطفاء الاصطناعي للنباتات المدجنة في يوم من الأيام الطريقة الرئيسة لتشكيل المزارعين للكائنات الحية لكي تناسب احتياجاتهم. وصف تشارلز داروين ثلاثة أنواع من الاصطفاء: الاصطفاء المنهجي، الذي يختار فيه الإنسان عمدًا خصائص معينة، والاصطفاء اللاواعي، تُختار فيه الخاصية ببساطة لأنها مرغوبة، والاصطفاء الطبيعي، تُمرر فيه سمة تساعد الكائن الحي على البقاء على قيد الحياة بشكل أفضل. ويعتمد التكاثر المبكر على الاصطفاء اللاواعي والطبيعي. ولا يعرف ما إذا كان هناك اصطفاء منهجي. وتشمل الخصائص المشتركة التي وُلدت في النباتات المدجنة، الحبوب التي لم تتحطم للسماح بحصاد أسهل، والنضج المنتظم، وحياة أقصر تُترجم إلى نمو أسرع، والتخلص من المركبات السامة، والإنتاجية. كانت بعض النباتات، مثل الموز، قادرة على التكاثر عن طريق الإكثار الخضري. غالباً ما لا يحتوي النتاج على بذور، لذا كانت معقمة. ومع ذلك، كان هذا النتاج عادةً أكثر طراوةً وأكبر. ويسمح الانتشار عن طريق الإكثار بزراعة هذه الأنواع المُحورة رغم افتقارها إلى البذور.
كان التهجين طريقة أخرى أُدخلت بها تغييرات سريعة لتحسين النبات. وهي في كثير من الأحيان تزيد من النشاط في النباتات، وتجمع بين السمات المرغوب فيها. من المرجح أن بدايات التهجين كانت عندما مارس البشر الزراعة لأول مرة، إلا أن النبات كان مختلفًا قليلًا عن الوقت الحالي. القمح الطري، هو القمح المستخدم في خبز الخبز، وهو متغاير الصيغ الصبغية. كان تكونه نتاج حدثين منفصلين للتهجين.
يمكن أن ينقل التطعيم البلاستيدات الخضراء (الحمض النووي «الدنا» المتخصص في النباتات التي يمكنها إجراء التركيب الضوئي)، والدنا المتقدرة ونواة الخلية بأكملها التي تحتوي على الجينوم لجعل أنواع جديدة تجعل التطعيم شكلًا من أشكال الهندسة الوراثية الطبيعية.
استُخدمت أشعة إكس لأول مرة في تحوير النباتات عمدًا في عام 1927. بين عامي 1927 و 2007، أُنتج أكثر من 2540 نوعًا من النباتات المحورة وراثيًا باستخدام الأشعة السينية.

## علم الوراثة
كانت الاكتشافات الوراثية المختلفة ضرورية في تطوير الهندسة الوراثية. اكتُشفت الوراثة الجينية لأول مرة بواسطة غريغور مندل في عام 1865 بعد تجارب تهجين البازلاء. على الرغم من تجاهله إلى حدٍ كبير لمدة 34 عامًا، قدم أول دليل على الفصل الوراثي والتصنيف المستقل. في عام 1889، جاء هوغو دي فريس باسم «الجين (الشامل)» بعد افتراض أن الجسيمات مسؤولة عن وراثة الخصائص، وصاغ وليام باتسون مصطلح «علم الوراثة» في عام 1905. في عام 1928، أثبت فريدريك غريفيث وجود «مبدأ تحويل» معني في الوراثة، والذي حدده إيفري ومكلاود ومكارتي لاحقًا (1944) بأنه الدنا. طور كل من إدوارد لوري تاتوم وجورج ولز بيدل الهدف الرئيس من ترميز الجينات للبروتينات في عام 1941. حُددت بنية الحلزون المزدوج للحمض النووي بواسطة جيمس واتسون وفرنسيس كريك في عام 1953.
بالإضافة إلى اكتشاف كيفية عمل الحمض النووي، كان لا بد من تطوير أدوات تسمح بالتلاعب به. في عام 1970، اكتشف مختبر هاملتون سميث إنزيمات الاقتطاع التي سمحت بقطع الحمض النووي في أماكن محددة وفصلها عن طريق الفصل الكهربائي الهلامي. ومكن هذا العلماء من عزل الجينات عن جينوم الكائن الحي. اكتُشف ليغاز الدي إن إيه، الذي يربط الحمض النووي المقتطع معًا، في وقتٍ مبكر من عام 1967 ومن خلال الجمع بين الإنزيمين، كان من الممكن «قطع ولصق» تسلسل الحمض النووي لإنشاء الحمض النووي معاد التركيب. أصبحت البلازميدات، التي اكتُشفت في عام 1952، أدوات مهمة لنقل المعلومات بين الخلايا وتكرار تسلسل الحمض النووي. طور فردريك سانغر طريقة لتسلسل الحمض النووي في عام 1977، ما زاد بشكلٍ كبير من المعلومات الوراثية المتاحة للباحثين. سمح تفاعل البوليميراز المتسلسل (بّي آر سي)، الذي طورته كاري موليس في عام 1983، بتضخيم أجزاء صغيرة من الحمض النووي ومساعدة تحديد المواد الوراثية وعزلها.
بالإضافة إلى معالجة الحمض النووي، كان لا بد من تطوير تقنيات لإدخالها (المعروفة باسم التحول) في جينوم الكائن الحي. أظهرت تجربة غريفيث بالفعل أن بعض البكتيريا المؤهلة لديها القدرة على استيعاب الحمض النووي واستخلاصه بشكل طبيعي. أُحدثت الكفاءة الصناعية في الإشريكية القولونية عام 1970 عندما أظهر مورتون ماندل وأكيكو هيغا أنه يمكن استخلاص بكتيريا «عاثية لامدا» بعد معالجتها بمحلول كلوريد الكالسيوم. أظهر ستانلي كوهين بعد ذلك بعامين، أن المعالجة بمحلول كلوريد الكالسيوظ كان فعالًا أيضًا في امتصاص دنا البلازميد. طُور التحول باستخدام التثقيب الكهربائي في أواخر الثمانينيات، ما زاد من فعالية البكتيريا ونطاقها. في عام 1907، اكتُشفت جرثومة تسببت في أورام النبات، الأجرعية المورمة، وفي أوائل سبعينيات القرن العشرين اكتُشف أن العامل المسبب للورم هو بلازميد دنا يسمى تي بلازميد. تمكن الباحثون من خلال إزالة الجينات الموجودة في البلازميد التي تسببت في الورم وإضافة الجينات الجديدة، من إصابة النباتات بالأجرعية المورمة والسماح للبكتيريا بإدخال الحمض النووي الذي اختاروه في جينوم النباتات.